# Triángulo del Litio

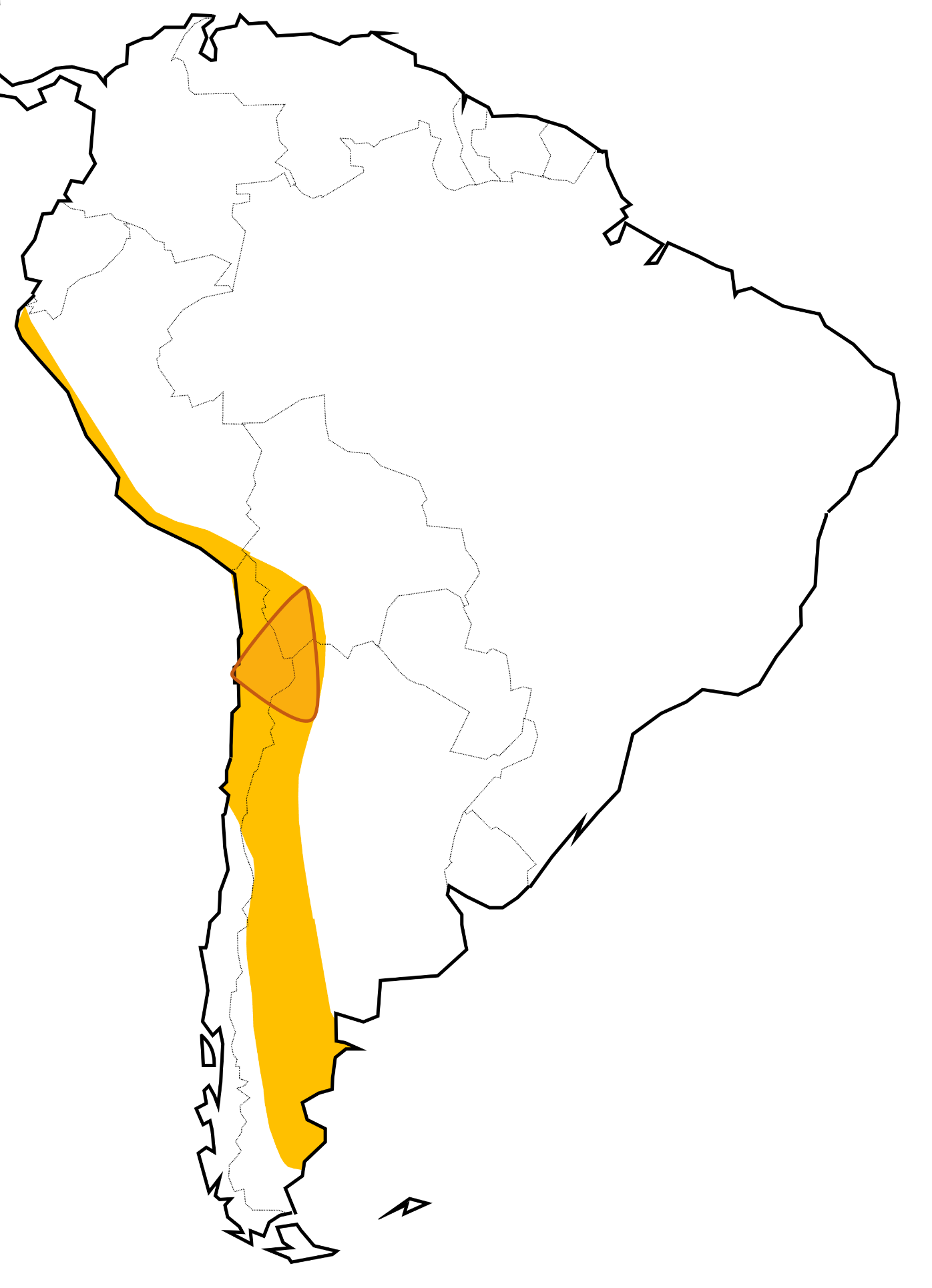
Carta del Triángulo de Litio en la Diagonal árida de América del Sur.

Se denomina «triángulo del litio» a la zona geográfica ubicada en el sur de América Andina, en el límite de Argentina, Bolivia y Chile, que concentra más del 50% y 60% de las reservas de ese metal blando conocidas en el planeta.Dada que la forma del área rica en recursos de litio tiene más bien una forma de creciente se ha propuesto llamar al área Creciente del Litio en vez de Triángulo del Litio.
Allí se asientan distintas minas y salares en las que se destacan el Salar de Uyuni en Bolivia, el Salar de Atacama en Chile y diversos salares que se ubican en las provincias de Catamarca, Jujuy y Salta en Argentina.  La producción en la segunda década del milenio era de unas 140,000 toneladas anuales en Chile, unas 33,000 por año en Argentina, y 600 por año Bolivia.
El Triángulo del Litio empezó a cobrar relevancia a partir de los años 90 cuando el mundo empezó a tener en cuenta en sus políticas públicas y estratégicas la transición energética, el cuidado del medioambiente y el uso de energías sustentables. El litio fue uno de los minerales que empezó a considerarse estratégico cuando surgió la producción masiva de baterías de este metal blando, compitiendo con el magnesio, acero inoxidable, grafeno o sustrato de espuma de cobre. 
El litio se ha posicionado como uno de los mejores metales necesarios para la transición energética, siendo el elemento sólido más liviano de la tabla periódica, abundante y que su uso no solo se limita a la industria electrónica, sino también a otros rubros como la farmacéutica.  Es usado para electrónica portátil, el almacenamiento de energía en vehículos eléctricos y fuentes de energía como la eólica y fotovoltaica. 
Con el auge de la telefonía móvil, aumentó el uso de baterías de este metal, que proporciona un alto potencial electroquímico y transferencia de calor superior al resto de metales. El triángulo del litio empezó a tener mayor relevancia mundial luego de este avance tecnológico, por lo que los tres países han desarrollado distintos programas de fondos públicos y/o privados para favorecer su explotación y extracción.
La zona ha sido denominada como un elemento esencial para la inserción a la economía global y las cadenas de valor en un contexto de transición energética para los países, viéndose atravesada por distintos actores y políticas regulatorias de la explotación. Es catalogada por ser una de las regiones que más recibe inversiones extranjeras directas, otorgando grandes beneficios políticos, estratégicos y económicos.

## La evolución estratégica y económica en el Triangulo del Litio
El boom del litio significó un auge masivo de la demanda global del metal para su producción de bienes energéticos, lo que significó una alza del precio del mismo. Tan solo en 20 años, el valor por tonelada pasó de US$ 2500 a US$ 5300, sin contar el valor agregado. Hoy en día la tonelada puede superar los US$ 6000 y la batería oscila entre los US$ 10000 y US$ 20000 que posee alrededor de 10kg de este metal
La industria automotriz es el rubro que más demanda y uso de las baterías posee, algo que en los últimos años ha ido creciendo exponencialmente favoreciendo a la diversificación de mineras exportadoras y extractoras de litio, impulsando la transición energética.
Según el Ministerio de Minería de Chile, se espera que para el 2025 la demanda global del carbono de litio equivalente (LCE) incremente entre un 20 y 25% con respecto al 2024 (1404 miles de toneladas por sobre las 1129 miles toneladas previstas en 2024). Solo en 2023 se demandaron 772,8 mil toneladas de litio para uso energético, particularmente para baterías.

### Explotación y comercio potencial en Sudamérica

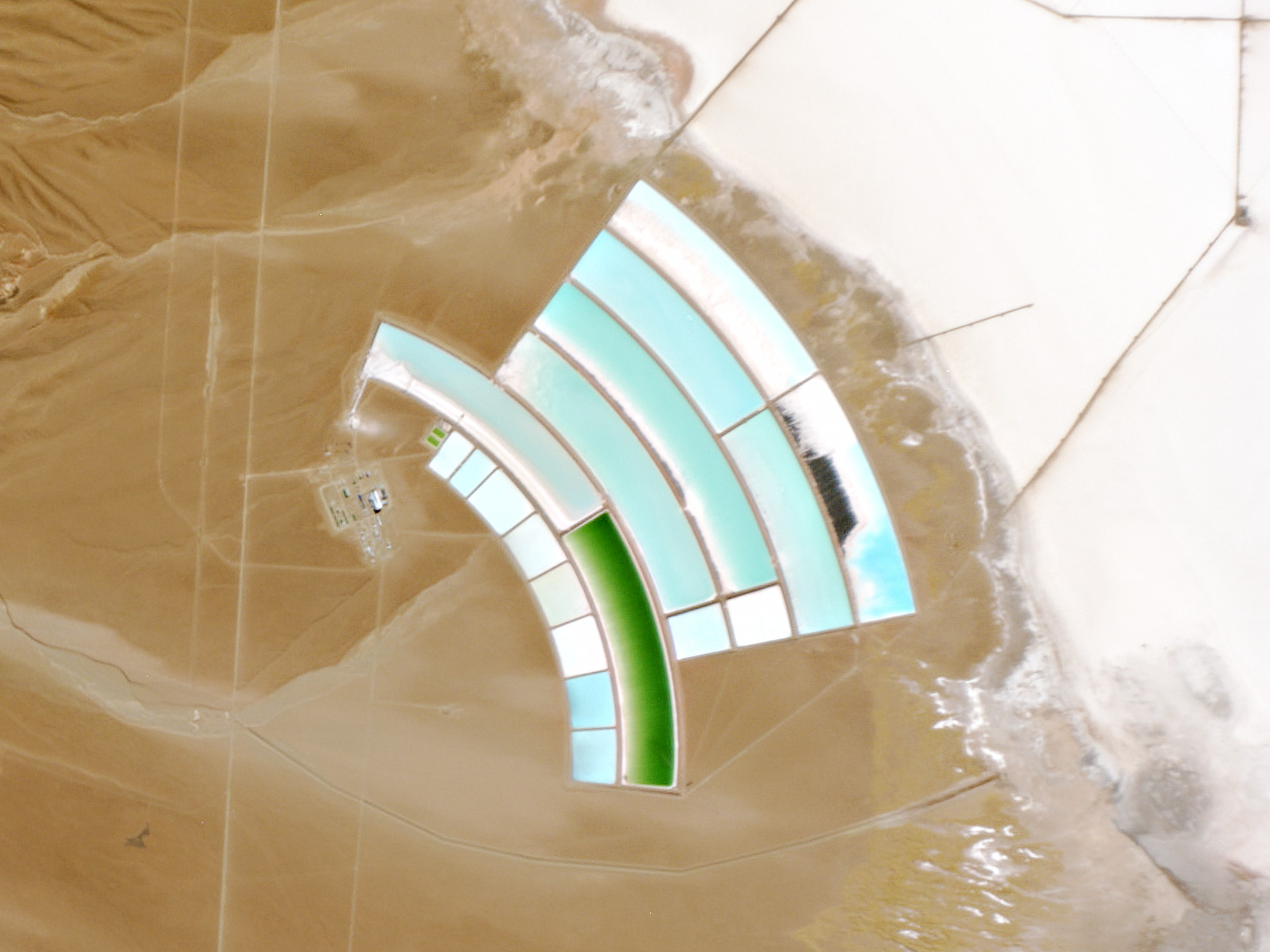
Lechos de lagos con incrustaciones de sal, llamados salares, se encuentran dispersos en la alta, seca y ventosa Puna de Atacama. Formados a partir de los restos concentrados de vastos lagos antiguos, los salares contienen muchos minerales solubles, como sales de potasio, sales de litio y sal de mesa. Fotografía aérea de la mina de litio Salar de Olaroz.

El triángulo, cuyos ejes o vértices forman e incluyen el Salar del Hombre Muerto en Argentina, el Salar de Atacama en Chile y el Salar de Uyuni  en Bolivia, se ubica subre tres mesetas diferentes. Sin embargo el área con recursos de litio se extiende más allá del triángulo llegando al salar de Maricunga en el sur y al salar de Surire en el norte. Las mesetas antes mencionadas son: el Altiplano ubicado principalmente en Bolivia y con la perifieria occidental en Chile, la Puna de Atacama ubicada casi completamente en Chile y la Puna ubicada en Argentina. El arco volcánico de los Andes centrales separa la Puna de Atacama de las otras dos mesetas. La Cordillera de Lípez separa el Altiplano en Bolivia de la Puna en Argentina.
En Argentina y Chile la iniciativa privada opera las minas; en Bolivia, la estatal Yacimientos de Litio Bolivianos tiene el monopolio desde 2008.  Estos entes exportan el material a naciones como Alemania, China, Estados Unidos, Países Bajos, Reino Unido y Rusia  Las iniciativas que se han empezado a concretar este año, como aquellas de cooperación entre algunos países del triángulo de litio y naciones desarrolladas que cuentan con la tecnología para el aprovechamiento integral del litio.
Según expertos, la zona del triángulo contiene recursos de litio equivalentes al petróleo existente en Arabia Saudita y es considerado un «recurso estratégico» por su proyección a futuro debido a que el litio es un insumo imprescindible para la alimentación de energía en celulares, computadoras,  autos modernos (híbridos y eléctricos) y a una amplia gama de tecnologías como vidrios, cerámicas, grasas lubricantes, en la industria farmacéutica, para depurar el aire extrayendo el dióxido de carbono en las naves espaciales y submarinos, etc. entre otros usos, por lo que en los últimos años la zona es fuertemente apreciada tanto por países extranjeros como locales y por mineras y empresas privadas y multinacionales, siendo hoy estudiada por los países locales a fin de conocer su verdadero potencial industrial.

#### Explotación y comercio en Argentina
La utilización de nuevas tecnologías para la explotación de salar, busca esencialmente evitar el proceso de evaporación de las salmueras con el fin de acortar los tiempos de obtención del litio procesado: El litio sudamericano es de salar (salmuera), es decir, basta con un proceso de decantación que, si bien es complejo, resulta hasta 4 veces más económico que extraer litio de roca dura, que es el que se explota mayoritariamente en Canadá, Australia, Portugal y Brasil.
Con el mismo espíritu, la firma francesa ERAMET, que actualmente posee la concesión para operar el salar Centenario Ratones en la provincia de Salta, desarrolló un método innovador que permitiría la obtención del litio en unos pocos días a partir del uso de un activo sólido para extraer y concentrar el mineral.
Además de estos avances en materia de mejoras en las tecnologías de extracción en los salares, el Centro de Investigación y Desarrollo en Materiales Avanzados y Almacenamiento de Energía de Jujuy (CIDMEJU) busca mejorar la eficiencia y la sustentabilidad ambiental de las técnicas evaporíticas implementadas actualmente, como así también diseñar innovadores procesos no evaporíticos.
La República Argentina es el país con mayor número de proyectos y sales con LCE activos al momento, lo que lo posiciona en los puestos más altos del mercado global del recurso estratégico. Con diversas salinas y minas en las provincias de Catamarca, Jujuy y Salta, el país aprovecha eficientemente la explotación y exploración del litio, lo que supone una importante injerencia en el mundo y en los mercados del rubro.
Con la reforma constitucional de 1994, la administración y dominio de los recursos naturales pasó a manos de los Estados Provinciales, por lo que tiene una proyección local y federal de la exploración y explotación del recurso minero. Son las provincias las que van a determinar las concesiones y determinar las condiciones de la actividad para las empresas privadas, que en líneas generales son extranjeras.
En el año 2023 se registraron 19,2 millones de toneladas de reservas, pero al igual que en Chile, este dato es dinámico y volátil a medida que se descubren distintos yacimientos o se acceden a nuevas tecnologías. Según fuentes oficiales, la tendencia exportadora del litio tiende a la alza, lo que supone un beneficio económico para el país a gran escala. Además, el costo de producción se encuentra por debajo de la media mundial por lo que Argentina posee una gran ventaja comparativa, según informes de la Secretaría de Minería
Actualmente existen alrededor de 50 proyectos activos de explotación del litio. Entre ellos se destacan los proyectos Cauchari Olaroz, Lithium Americas y Jujuy Energía y Minería. La mayoría de las empresas e inversiones provienen de actores privados extranjeros o Sociedades del Estado (fondos públicos), pero también existen iniciativas nacionales privadas como la empresa Lition Energy, una empresa argentina asentada en Jujuy y Catamarca con un fuerte componente energético y social cuya producción está enfocada en la transición energética y en la colaboración con los grupos sociales locales en donde se asientan los proyectos mineros. Su operación se destaca por los proyectos de Mina Agonic (Jujuy) y Hombre Muerto Oeste - Hombre muerto Sur (Catamarca).

#### Explotación y Comercio en Bolivia
El Estado Plurinacional ha hecho foco en la defensa soberana y el control de los recursos primarios, implementando una visión estatal en relación a lo energético. Durante las administraciones de Evo Morales, se establecieron distintas agendas con una visión estratégica para la exportación de recursos energéticos como el litio. Entre ellas se destacan la Agenda del Bicentenario del 2019 y Agenda Patriótica 2025, ambas pensadas en la construcción de principios y pilares enfocados en el autoabastecimiento energético, inversiones estatales en el sector energético. Si bien el país le dio predominancia la energía de hidrocarburos, en el 2017 creó la empresa estatal Yacimientos de Litio Bolivianos para hacer frente al problema energético del país y poder expandir el rubro energético.
En términos de recursos, los yacimientos bolivianos suelen tener mayores cantidades de magnesio que otro mineral energético, a lo que se le suma la escasa infraestructura y una condición climática menos conveniente para la explotación Aunque el Salar Uyuni es el yacimiento más grande conocido, las particularidades del país boliviano (políticas, sociales, económicas y geográficas/climáticas) dificultan la explotación plena del litio en la región. La Confederación Minera Boliviana, ente estatal encargado de la explotación y exploración del litio, se creó con el objetivo de favorecer a la política de nacionalización de recursos naturales, procurando que la actividad minera solo esté garantizada en el marco de cooperación, concentrando el monopolio de la toma de decisión y procesos de la actividad.
En 2023 el Estado abrió una nueva planta que no alcanzó los resultados esperados y produce solamente el 20% de lo planeado.
Según datos del Instituto Nacional de Estadística, hasta junio del 2024 el país exportó alrededor de 51 toneladas por un valor de US $520317 (principalmente importados por China), lo que supone una caída con respecto a años anteriores. El país sigue atravesando diversos desafíos, aunque se siguen presentando diversos proyectos para la explotación del recurso. Para el 2025 se prevé el comienzo de la producción de carbonato de litio con tecnología de Extracción Directa de Litio (EDL), y será una empresa rusa quien encomendará el proyecto en el Salar de Uyuni.

#### Explotación y Comercio en Chile
En 2023, Chile alcanzó percibió un monto de US $7823 millones solo en exportaciones de lilio, y al mes de mayo ya acumula alrededor de US $1590 millones. El compuesto primordial de las exportaciones de litio es el carbonato de litio, seguido por el hidróxido y sulfato de litio.
El principal destino de las exportaciones son los países de China y Corea del sur, que suponen en total un 90% de las exportaciones, siendo el tercer país Japón que importa el 4% del litio chileno.
Según informes del 2023 publicados por el Ministerio de Minería, Chile posee un total de 34% de las reservas mundiales de LCE, pero segundo el Ministerio de Minería estos datos no son concretos y suelen ir variando dependiendo de la viabilidad de la extracción y de la creación de depósitos adicionales, aumentos en la explotación actual y la adquisición de nuevas tecnologías para facilitar la extracción.
El Salar de Atacama, por su ubicación geográfica y su condición climática, supone un bajo costo de explotación a nivel mundial, lo que le permitió al país ser el mayor productor de este mineral. Ubicado en la región de Antofagasta, empresas locales como Sociedad Química y Minera de Chile y Sociedad Chilena de Litio son las mayores mineras extractoras de litio en la zona, contando con inversores domésticos, japoneses y estadounidenses Sin embargo, la empresa SQM está ligada a financiamiento irregular y corrupción con partidos políticos durante el gobierno de Michelle Bachelet, pero esto no le impidió liderar desde hace más de 10 años la explotación del metal en el país.
A pesar de las irregularidades, Chile sigue liderando el proceso de transición energética. En los últimos años ha desarrollado distintos programas y políticas con una proyección estratégica y energética para el país, como “Energía 2050. Política energética de Chile” y “Ruta Energética 2018-2022”.

#### Inversiones en general
Todas las cifras en dólares estadounidenses:

• Argentina $2.618 millones desde 2020 invertidos por seis firmas chinas.  Inversión de $400 millones de Toyota.  Explotación por empresas nacionales y extranjeras.
En los últimos años, el sector del litio en Argentina ha experimentado un auge convirtiéndose en uno de los principales destinos de inversiones tanto públicas como privadas. En virtud de esto, es necesario analizar el panorama de inversiones, teniendo en cuenta aquellas impulsadas por el gobierno como aquellas llevadas a cabo por empresas privadas.
A pesar de que la realización de inversiones para entrar al negocio del litio es difícil de encarar para empresarios privados debido a su alto monto de iniciación (llegando a los 5 millones U$D), detrás de los proyectos activos de extracción de litio se encuentran empresas mayormente privadas, financiadas por los fondos de inversión más grandes del mundo, y algunas empresas públicas, como JEMSE.
Conscientes de la importancia estratégica del litio, el gobierno de Jujuy creó la empresa testigo provincial Jujuy Energía y Minería Sociedad del Estado (JEMSE) la cual ha desempeñado un papel fundamental en el impulso de las inversiones públicas y privadas en este sector. 
A pesar de ser una empresa de propiedad provincial, uno de sus principales objetivos es formar alianzas estratégicas con distintas empresas privadas para desarrollar proyectos de exploración y explotación de litio. Esto lo logra promoviendo las propiedades mineras de la empresa con potencial de extracción de litio, lo que puede lograrse mediante la iniciativa privada. En este momento, JEMSE posee 10.500 hectáreas de concesiones mineras en salares para lograr estas asociaciones estratégicas.
Desde su creación, JEMSE ha colaborado con diversas compañías para desarrollar proyectos de extracción y producción de litio. Cuentan con un proyecto en funcionamiento en el salar de Olaroz operado por Sales de Jujuy S.A. Además, hay otro proyecto en la fase final de construcción de la planta en el salar de Cauchari, a cargo de EXAR S.A. Asimismo, se encuentra en curso un proyecto en etapa de análisis económico avanzado en el salar de Cauchari liderado por South American Salars S.A. Por último, existen cinco proyectos en etapa de exploración en distintos salares, como el salar de Jama, Salinas Grandes y Laguna de Guayatayoc.
Estas alianzas estratégicas han posibilitado el acceso a conocimientos y tecnologías especializadas, así como a inversiones financieras que han impulsado el desarrollo y crecimiento de la industria.
Por otro lado, el sector privado también ha mostrado un fuerte interés en invertir en la industria del litio en Argentina. Empresas nacionales e internacionales han realizado importantes inversiones en proyectos de exploración, extracción y procesamiento de litio, como por ejemplo la compañía australiana Allkem que ya ha realizado inversiones de u$s1.500 millones en el sector.
Allkem es el principal accionista de Sales de Jujuy (66,5% de propiedad) y a su vez, cuenta con inversionistas destacados como los bancos y entidades financieras JP Morgan de Estados Unidos y HSBC del Reino Unido, quienes son sus principales accionistas. Esta empresa tiene a su cargo uno de los dos proyectos de litio en producción en Argentina. Este proyecto se encuentra en el Salar de Olaroz, y actualmente tiene una producción anual de aproximadamente 15.000 toneladas de carbonato de litio.
Otra gran empresa que ha realizado importantes inversiones en el sector del litio es la estadounidense Livent, que opera el Proyecto Fénix, en Catamarca. Hasta el día de hoy, ya ha desembolsado cientos de millones de dólares en la provincia y se ha confirmado una futura inversión de U$S1.100 millones para expandir su producción de carbonato de litio hacia fines de 2025.  Estas inversiones multimillonarias son principalmente abonadas por sus dos principales accionistas, Vanguard y Blackrock, ambos fondos radicados en Estados Unidos.

• Bolivia $900 millones por el Estado hasta la inauguración de una fábrica en 2013 en Potosí.  Explotación monopólica del Estado.

• Chile: explotación por firmas nacionales como Soquimich y extranjeras como Albemarle Corporation.

## Problemáticas ambientales ocasionadas por la explotación del litio
Uno de los métodos convencional de extracción de litio sobre los lagos salados es por evaporación solar a través del bombeo de salmuera. La evaporación en piletas necesita de dos millones de litros de salmuera por cada tonelada de litio producida y tienen que utilizarse enormes porciones de agua dulce para los procesos finales de obtención del carbonato de litio por ende es una gran cantidad de agua contaminada la que se produce.

### Soluciones en general
Realizar estudios para rediseñar los modelos de negocios en cuanto a la producción de litio, aprovechando otros recursos con potencial interés económico, entre los que se encuentran el sodio, potasio, magnesio, calcio, estroncio, bario, rubidio y cesio. Es así como Chile comercializa productos tales como el cloruro y sulfato de potasio, el ácido bórico y el cloruro de magnésico.

#### Soluciones en Argentina
También en San Luis, se está desarrollando un método para la extracción de litio de forma más económica y amigable con el ambiente, aquí utilizan cloruro de calcio que muchas empresas la consideran un residuo. Esto sustenta en gran medida el hecho de minimizar el consumo del agua y conseguir también anórticas (Se utiliza en la fabricación de cerámicas).

## Pueblos Indígenas y explotación de litio
Con la explotación minera del Triángulo del Litio, se ha generado un importante foco de conflictividad social asociado al rol de las comunidades indígenas, debido principalmente a que las zonas litíferas coinciden con territorios ancestrales de pueblos originarios.Los salares, en específico, son concebidos como sitios rituales, además de estar ligados a actividades tradicionales como la agricultura, la ganadería y la recolección de huevos y sal.
El principal reclamo por parte de los pueblos indígenas, en esa línea, refiere a los vínculos entre los métodos de uso intensivo del agua para la extracción del litio y la disminución de este recurso hídrico del cual dependen todos los oasis de la región desértica.
Por otra parte, si bien el agua de las lagunas desde donde se extrae el litio no es potable, se encuentra ligada a fuentes de agua dulce circundantes y constituyen parte esencial de un ecosistema diverso,destacado por su alto endemismo.Entre otras especies, en las lagunas de los salares es posible encontrar flamencos, vicuñas y orestias. Debido a este impacto paisajístico, comunidades Lickanantay han alertado sobre una posible afectación del turismo en la zona, rubro al cual muchos de ellos se dedican.
En Chile, representantes del Consejo de Pueblos Atacameños, el cual agrupa a 18 comunidades, acusaron no haber sido tomados en cuenta en la Estrategia Nacional del Litio, presentada en abril de 2023, ni en los acuerdos entre SQM y Codelco, el cual contempla la creación de una asociación público-privada para la explotación de litio en el país. Si bien las comunidades fueron invitadas a participar en la mesa de diálogo entre las dos empresas, alegan que luego no se les informó ni consultó sobre el contenido del acuerdo.
Por otra parte, comunidades Kolla y Atacameñas en Argentina han expresado su preocupación por la falta de consulta previa frente a las inversiones y proyectos para la explotación de litio, según acusan, en una violación del Convenio 169 de la Organización Internacional del Trabajo (OIT).En 2010, 33 comunidades conformaron la “Mesa de la Cuenca de Salinas Grandes y Laguna de Guayatayoc”, a fin de articularse en la defensa de su identidad cultural y de los derechos indígenas sobre el territorio.
En la misma línea, las comunidades que habitan a los alrededores de los salares de Uyuni, Coipasa, Pastos Grandes, Capina, Cañapa, Chiguana y Empexa en Bolivia, como los Lípez, también han alertado sobre falta de transparencia en los avances del plan de extracción de litio y señalan no haber sido consultados previamente.
En abril de 2024, en el marco del Encuentro Plurinacional de Líderes y Lideresas de comunidades y pueblos indígenas que habitan los salares andinos realizado en Uyuni, Bolivia, representantes de diversas comunidades de Argentina, Bolivia y Chile rechazaron toda acción que permita que la explotación del litio afecte el agua y otras fuentes de vida, y demandaron el cumplimiento de la consulta previa, libre e informada antes de que las empresas inicien sus trabajos.
De acuerdo con organizaciones ligadas al resguardo de los Derechos Humanos y Empresas, los derechos de los pueblos y comunidades locales del Triángulo del Litio que se han visto afectados por los proyectos a gran escala son el derecho sobre la tierra, el territorio y sobre los recursos naturales de uso ancestral; el derecho a la libre determinación y el derecho a definir sus prioridades para su desarrollo; el derecho a la consulta previa y al consentimiento previo, libre e informado; y el derecho a la participación en los beneficios y la compensación justa.

## Depósitos
En millones de toneladas:

• 21 Bolivia

• 19 Argentina

• 10 Chile

## Producción
En toneladas anuales:
• 140,000 Chile anualmente (2022).

• 33,000 Argentina en 2023.  En 2022 y 2023, era el cuarto mayor productor del mundo.

• 600 Bolivia (2023) • 480 Bolivia (2022) • 540 Bolivia (2021).